# 新田さちか
新田 さちか（にった さちか、1998年12月6日 - ）は、日本の実業家、女優、ファッションモデル、タレント。
青山学院大学法学部卒業。2020年「ミス青山コンテスト」準グランプリ。

## 経歴
- 石川県金沢市出身[5]。星稜高校[6]から第一志望校の早稲田大学を目指して1年間浪人した後、青山学院大学法学部に入学[7]。2022年3月に同大学を卒業。
- 2019年の大学2年生からSNSに力を入れ始め、女性ファッション誌『CanCam』（小学館）の読者モデルである「CanCam it girl」に抜擢[1]。

2020年
- 6月、『ミス青山コンテスト2020』にエントリー。また同時にYouTubeチャンネル『さちかchan』を開設。
- 9月26日より恋愛リアリティショー『恋愛ドラマな恋がしたい～Kiss On The Bed～』（AbemaTV）に出演[8]。
- 11月、青山学院大学のミスコンにおいて、準ミス青山に選出[1]。
- 10月11日、日曜劇場『危険なビーナス』（TBSテレビ）第1話にゲスト出演し、女優デビュー。
- 同年、芸能事務所・ホリプロに所属することが決定し[9]、自身初となるフォトブック『Sachika』を発売した[10]。

2021年
- 2月、『週刊プレイボーイ』8号（集英社）で自身初水着グラビア。
- 4月、アパレルブランド「sachat (サーシャ)」の立ち上げる[11]。
- 4月3日、原宿警察署で一日署長を務める[12][13][14]。
- 4月26日、美少女RPG『放置少女〜百花繚乱の萌姫たち〜』の新CMで事務所の先輩である深田恭子、足立梨花、佐野ひなこ、大野いとと共に自身初のCMに出演[15]。
- 8月8日からで配信ショートドラマ『ランウェイがはじまる』（ABEMAスペシャル2）で連続ドラマ初主演[16]。
- 12月31日、『明け方の若者たち』で映画初出演[17]。

2023年
- 5月1日、ホリプロを退社し、個人事務所「Edom（イードム）」を設立[18]。芸能事務所としての機能とともに、アパレルブランド「Sachat」（サーシャ）の活動も行う[3][19]。

## 人物
- 趣味は、旅行、純喫茶巡り、カメラ。動物が好きで、実家に犬と猫を3匹ずつ飼っている。特技は、英語、料理、乗馬、書道、激辛料理を食べること。憧れの人は、デヴィ夫人と深田恭子[20]。
- 中学時代は陸上部に所属しており、専門種目は短距離走と走幅跳であった[1]。
- 起業は人生を逆算した結果20代にはしようと考えていた（30歳までにプロといえるものになりたい、プロといえるまでに3年はかかるという考慮）。また母親が会社経営者であり、家庭との両立をしていたことも背景にある[3][19]。

## 出演

### テレビドラマ
- 危険なビーナス 第1話（2020年10月11日、TBS）
- モコミ〜彼女ちょっとヘンだけど〜 第5話（2021年2月27日、テレビ朝日）[21]
- 恋はもっとDeepに-運命の再会スペシャル-（2021年6月16日、日本テレビ）[22]
- 痴情の接吻 第2話（2021年7月11日、テレビ朝日）[23]
- 婚活探偵 第2話（2022年1月15日、BSテレ東） - 井川由紀菜 役
- 連続ドラマW 正体 第1話・第2話（2022年3月12日・19日、WOWOW）
- 夫婦円満レシピ〜交換しない? 一晩だけ〜 第10話（2022年12月8日、テレビ東京） - 古関春菜 役
- 夫を社会的に抹殺する5つの方法 第2話（2023年1月18日、テレビ東京） - 宇佐美麻里佳 役
- #who am I（2023年3月8日 - 22日、フジテレビ） - 上村愛 役[24]
- ブラックガールズトーク 第6話 （2024年3月11日、テレビ東京） -  岡安留華 役
- Re:リベンジ-欲望の果てに- 第1話 (2024年4月11日、フジテレビ)
- つづ井さん 第7話 (2024年11月22日、読売テレビ)

### ウェブドラマ
- 機界戦隊ゼンカイジャー スピンオフ ゼンカイレッド大紹介！（2021年3月21日・28日、TELASA） - 人マジーヌ 役[25][注 1]
- ブラックシンデレラ（2021年4月22日 - 6月10日、AbemaTV） - クラスメイト 役
- 私が獣になった夜（2021年7月9日、ABEMA） - 藍里 役[26]
- ランウェイがはじまる（2020年8月8日 - 12日、ABEMA） - 主演・西島アヤ 役[27]
- 私の正しいお兄ちゃん 第3話（2021年10月29日、FOD）
- ＃居酒屋新幹線 第11話（2022年2月26日、チャンネル銀河）
- ANIMALS‐アニマルズ‐（2022年6月23日 - 8月11日、ABEMA） - 小磯菜々 役
- 今夜、わたしはカラダで恋をする。Season2 第1話「セフレでもいいから。」（2023年2月4日、ABEMA） - 主演・青山葉月 役[28]
- その生涯の恥を知れ！ (2025年7月8日、DMM TV)   - 北見理沙 役
- 東京彼氏 第39話、第43話、第46話  (2025年7月11日、7月19日、7月30日)

### テレビバラエティ
- あざとくて何が悪いの?（2021年2月20日、テレビ朝日）[29]
- 週末ハッピーライフ! お江戸に恋して（2021年4月3日・29日、TOKYO MX）
- ヒロミ・指原の恋のお世話始めました スペシャル（2021年7月9日、テレビ朝日）[30]
- 東大王（2022年6月15日、TBS）
- 探して!いしかわ×トーキョーなう（2022年10月～2023年9月21日、石川テレビ） - MC
- FNS27時間テレビ「run for money 逃走中 27時間テレビスペシャル」（2023年7月23日、フジテレビ）
- Second School Life（2023年10月1日、日本テレビ）

### ウェブバラエティ
- 恋愛ドラマな恋がしたい～Kiss On The Bed～（2020年9月 - 12月、AbemaTV） - さちか 役[31][32]
- 恋愛ドラマな恋がしたい Special Girls Talk by SHEIN（2022年5月25日、ABEMA）[33]
- ハイティーン・バイブル (2024年3月 - 4月、ABEMA)

### 映画
- 明け方の若者たち（2021年12月31日公開、パルコ）[17]
- 炎上シンデレラ（2022年11月4日公開、キャンター） - 新藤頼子 役
- あんやと石川（2024年） - 美心 役（初主演）[34]

### CM
- 放置少女 2021 TVCM第一弾「美しい世界へ」篇（2021年4月26日 - ）[35]
- C4 Connect 放置少女〜百花繚乱の萌姫たち〜「美しい世界へ」篇（2021年4月29日 - ）[36]

### ミュージック・ビデオ
- UEBO「Wasted Years」（2021年2月24日）
- オヌキ諒「べに」（2021年3月5日）[37]
- Deep Sea Diving Club 「フーリッシュサマー」（2022年6月30日）

## 書籍

### 雑誌
- 週刊プレイボーイ 8号（2021年2月8日、集英社）
- 週刊ヤングジャンプ 14号（2021年3月4日、集英社）
- bis 7月号（2021年6月1日、光文社）
- bis 9月号（2021年7月30日、光文社）
- 週刊プレイボーイ 37号（2023年8月28日、集英社）

### 写真集
- 新田さちか 1st PHOTO BOOK（2020年12月18日、主婦の友社）[38]

### デジタル写真集
- 恋リアな彼女（2021年2月8日、集英社、撮影：細居幸次郎）[39]
- 彼女の現在（2023年8月28日、集英社、撮影：東京祐）[40]